# 니시구 (니가타시)
니시구(일본어: 西区)는 일본 니가타현 니가타시의 행정구 중 하나이다.
옛 니가타시에 해당하는 지역 중 사카이와 지구, 니시 지구, 세키야 지구의 일부, 구로사키 지구(구 구로사키정), 마키 지구(구 마키정)의 일부로 구성되고 구청은 사카이와 지구에 있다. 또한 구역에는 이외에도 현 니시칸구 지역인 니시카와 지구(구 니시카와정)의 월경지가 포함되어 있다.

## 지리
니가타현 북서부, 시나노강·세키야 분수와 그 지류인 나카노쿠치강의 서쪽에 위치하고 구내를 신카와강이 남북으로, 니시카와강이 동서로 흐르고 있다. 해안가는 사구지이기 때문에 비교적 고도가 높지만 이외는 평탄한 논지대이다.

## 역사
- 1954년 - 사카이와촌이 니가타시에 편입되었다.
- 1960년 - 우치노정이 니가타시에 편입되었다.
- 1961년 - 나카노코야촌·아카쓰카촌이 니가타시에 편입되었다.
- 2001년 1월 1일 - 구로사키정이 니가타시에 편입되었다.
- 2007년 4월 1일 - 니가타시가 정령지정도시로 지정되면서 니시구가 설치되었다.

## 교통

### 철도
- 동일본 여객철도 에치고선

### 도로
- 호쿠리쿠 자동차도
- 국도 8호선
- 국도 17호선
- 국도 116호선
- 국도 289호선
- 국도 402호선